# Соколлу Мехмед-паша
Соколлу Дамат Мехмед-паша (серб. Мехмед-паша Соколовић; осман. سوکلو محمد پاشا‎; тур. Sokollu Mehmet Paşa; 1505, Соколовичи, Эялет Босния — 11 октября 1579, Стамбул), — государственный деятель Османской империи, серб из Боснии.
Занимал высочайшие посты в государственном управлении Сиятельной Порты, постепенно продвигаясь по служебной лестнице: начальник придворной стражи (1543—1546), Капудан-паша (1546—1551), бейлербей Румелии (1551—1555), Третий Визирь (1555—1561), Второй Визирь (1561—1565), Великий Визирь (1565—1579, 14 лет, 3 месяца, 17 дней) при трёх султанах: Сулеймане I, Селиме II и Мураде III.
В 1579 году неизвестный дервиш убил его.

## Происхождение
Он родился под именем Бајица — Байо Ненадич, в 1505 г. рядом с городом Рудо в одной сербской деревне недалеко от Герцеговины — Соколовичи. В связи с этим получил прозвище «Соколлу». Его отец — Димитрий — был приверженцем сербской православной церкви. В детстве будущий визирь получил образование в монастыре Милешева.
В детстве он в качестве девширме попал в Эдирне, где впоследствии был обращён в ислам, получил имя «Мехмед» и на протяжении многих лет служил в корпусе янычар. Затем попал в имперскую канцелярию, где находился до 1535 года, пока в Багдаде во время персидского похода султана Сулеймана в результате обвинений в коррупции и взяточничестве (не без помощи Паргалы Ибрагима-паши) не был казнён Искандер Челеби — главный казначей империи.

## Начало карьеры
Как воин он отличился в битве при Мохаче в 1526 году, затем участвовал в осаде Вены (1529 г.), которая, однако, не оказалась успешной.
В 1541 году Мехмед Соколлу стал начальником придворной стражи самого султана Сулеймана Великолепного, впоследствии сблизившись с ним. В 1546 году от болезни скончался предводитель пиратов Алжира, Капудан-паша Хайр-ад-Дин Барбаросса. Его преемником был назначен Соколлу, хотя рассматривалась также кандидатура Тургута-реиса. За пять лет, что он провёл на этой должности, был организован ряд военных морских экспедиций, в том числе к морским крепостям современного Триполи; также был значительно увеличен арсенал корабельного вооружения.
В 1551 году был назначен бейлербеем (наместником) Румелии, одной из двух главных административных провинций (наряду с Анатолией). Эта должность открывала Мехмеду-паше дорогу в Совет Дивана на должность Визиря.
На посту бейлербея он довольно успешно вёл военные действия против Фердинанда I Габсбурга, эрцгерцога Австрии. В 1540 году после смерти венгерского короля Яноша I Запольяи, Фердинанд аннексировал его владения (Восточно-Венгерское королевство). По срочному приказу султана вместе со 100-тысячной армией Соколлу Мехмед-паша вторгся в мятежную Трансильванию и захватил 16 крупнейших городов, в том числе Бечей, Зренянин, Липова и другие. Вернувшись в Белград, Соколлу начал переговоры с наместниками австрийского эрцгерцога на территориях Венгрии и Румынии, подконтрольных Габсбургам, однако после того как регент малолетнего князя Трансильвании и короля Венгрии Яноша II Сигизмунда Запольяи — Георг Мартинуцци был убит в результате покушения, Мехмед-паша в 1552 году снова двинулся с войском, захватив Тимишоару, Холлокё, Ретшаг, Балашшадьярмат, а также весь Сольнок и Банат.

## Визирь Порты

### Третий визирь
Оценив навыки и умения Мехмеда-паши, Сулейман назначил его на должность Третьего Визиря и дал ему место в Совете Дивана. Бейлербеем Румелии стал босниец Пертев-паша, давний друг и единомышленник Мехмеда-паши. После казни старшего сына султана, шехзаде Мустафы, в Салониках вспыхнуло восстание лже-Мустафы, на подавление которого был первоначально отправлен шехзаде Баязид. Соколлу Мехмед с десятитысячной армией, в числе которых было 3 тысячи янычар, жестоко расправился с восставшими; лже-Мустафа был казнён.
Когда Кара Ахмед-паша, в то время великий визирь, был обвинён во взяточничестве и затем казнён, на его место во второй раз был назначен Рустем-паша, имевший множество врагов среди пашей и беев. Одним из них был престарелый Лала Мустафа-паша, воспитатель третьего сына Сулеймана I — шехзаде Баязида. После смерти Хюррем Султан — жены султана — началась междоусобная война за власть между её сыновьями. В 1559 году Баязид, собравший огромное войско, выступил в поход против своего старшего брата, наследника престола — Селима (позже Селим II). Мехмед-паша Соколлу вместе с султанским войском двинулся в Конью, где объединился с армией Лала Мустафы-паши. Шехзаде Баязид был разбит численно превосходящими силами старшего брата, и бежал в Персию. Соколлу Мехмед остался в Анатолии для переговоров с шахом Ирана Тахмаспом об экстрадиции шехзаде-бунтовщика. Спустя два года, в 1561 году, Баязид всё же был выдан за огромный выкуп и казнён в Казвине; пятеро сыновей шехзаде также были казнены.

### Второй визирь
В 1561 году умер визир-и-азам Рустем-паша. На его место, в соответствии с иерархией визирей, был назначен Семиз Али-паша. Соколлу Мехмед, продвинувшись по служебной лестнице, стал вторым визирем; Пертев-паша, соответственно, третьим. Эти годы прошли для визиря мирно: он довольно успешно занимался государственными делами, не вступая в конфликты с Семизом Али-пашой.
К этому периоду (1562 г) относится и женитьба на внучке Сулеймана Кануни и дочери шехзаде (на тот момент) Селима.

### Великий визирь
В июне 1565 года скончался Семиз Али-паша. На освободившуюся должность полномочного представителя султана был назначен имевший огромное доверие Сулеймана Соколлу Мехмед-паша.
В ходе очередной войны с Австрией, султан Сулейман, находившийся у трона 46 год, вышел в свой 13-й военный поход. Командование османскими войсками было передано Мехмеду-паше. Войска вышли из Стамбула 1 мая 1566 года. Султан был не в состоянии лично управлять лошадью и был вывезен из Стамбула в крытой конной повозке. Османская армия достигла венгерской крепости Сигетвар 6 августа 1566 года. Большой султанский шатёр был поставлен на холме Симильхоф. Сулейман находился в своей палатке во время всей осады, где получал отчёты лично от своего визиря. Султан скончался на 72-м году жизни от сердечного приступа до того, как турки достигли победы: на следующий день после смерти падишаха османские войска предприняли заключительную попытку штурма и Сигетвар всё-таки пал.
Боясь переворота в стане янычар, Соколлу скрыл смерть султана, казнив всех свидетелей. Лишь спустя 48 дней, на четвёртой остановке по дороге в Белград, во время традиционного чтения Корана, было официально объявлено о смерти десятого султана. В Белграде Соколлу Мехмед-паша встретился с новым султаном (и своим тестем) Селимом II; первым делом он предупредил нового падишаха о волнениях в стане янычар, интригах пашей, беев, санджакбеев во всех османских владениях в Европе, посоветовав отправить им золото и иные подарки, однако советники султана отговорили его от этого.
17 февраля 1568 года, спустя два года после установления султаната Селима, визир-и-азам в Эдирне заключил мир с новым эрцгерцогом Австрии и Священной Римской империи Максимилианом II. Австрийцы были вынуждены выплатить дань в размере 30 000 дукатов.
В 1571—1572 по приказу жены визиря Эсмехан Султан знаменитый архитектор Синан-ага спроектировал и построил Мечеть Соколлу Мехмеда-паши в европейской части Стамбула. Предполагалось, что она станет «прекраснейшей из малых мечетей».
Пока Мехмед-паша находился в должности великого визиря, в 1571 году османская армия и флот захватили Кипр у Венеции. Губернатором острова Соколлу назначил своего старого друга, араба Ахмеда-пашу. Потеря Кипра привела к образованию так называемой Священной лиги в составе Папской области, Испанской империи, Венецианской республики, Генуэзской республики, Мальтийского ордена, герцогств Тосканы, Пармы и Савойи. 7 октября флот коалиции разбил турецкий флот в битве при Лепанто, ставшей крупнейшим морским сражением XVI века. Но несмотря на блестящую тактическую победу Священной лиги, битва почти не оказала влияния на общий ход войны. Воспользовавшись отсутствием единства среди союзников, Турция быстро построила новый флот и успешно закончила войну. По мирному договору 1573 года Венеция окончательно уступила Османской империи остров Кипр и обязалась выплатить солидную контрибуцию.
Помимо этого, соглашение предусматривало восьмилетнее перемирие, что способствовало улучшению отношений с Францией и Речью Посполитой. В то же время Блистательной Портой готовились новые завоевательные походы против ослабленной и изнурённой войной Венеции, однако внезапная кончина султана Селима 12 декабря 1574 года свела все приготовления на нет.

## Последние годы
Мехмед-пашу заботили вопросы безопасности и развития северных границ империи; ещё летом 1569 года было решено соединить бассейны рек Волги и Дона каналом. Для этих целей, в том числе строительства канала и захвата крепости Астрахани, был направлен большой гарнизон янычар и сипахи, в то время как османский флот усиленно контролировал Азов и прилегающие территории. По стечению обстоятельств осуществить планы в полной степени не удалось: тому причиной было отчаянное сопротивление русских войск и татар (на защиту южных степей Иван Грозный отправил 15 000 солдат и заручился поддержкой местного населения), благодаря чему гарнизон Астрахани ценой больших потерь сумел сдержать турок-османов. Другой причиной неудач стали ужасные погодные условия: сильная засуха, нехватка продовольствия и фуража. Как следствие, янычары открыто выражали недовольство положением дел.

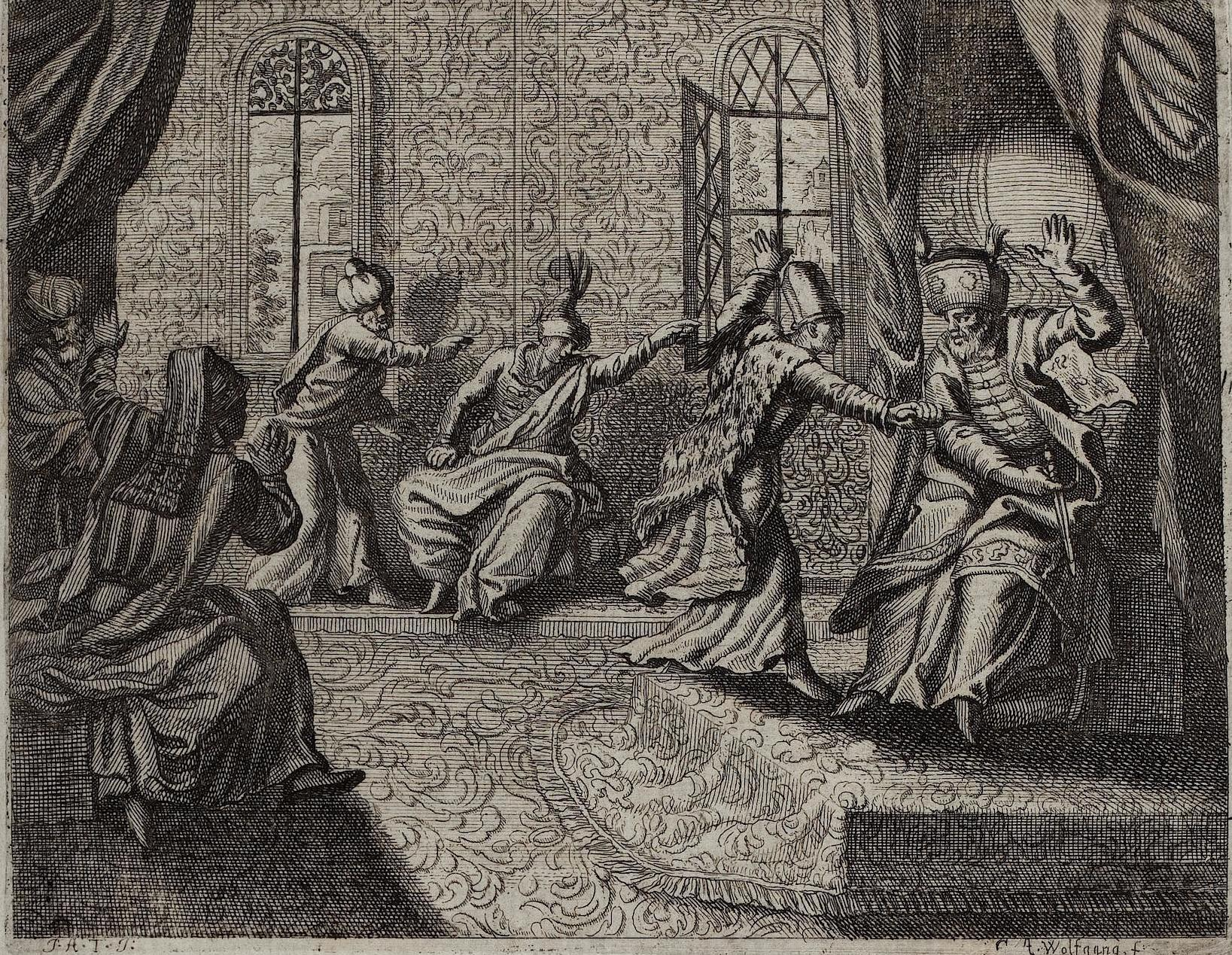
Убийство Соколлу Мехмеда-паши.

Неудачами на северных границах визири Совета Дивана навлекли на себя гнев султана. Поэтому в мае 1571 года при поддержке Османской империи крымский хан Девлет I Гирей совершил набег на русские земли. Крымско-татарская конница, обойдя цепочку укреплений на южных окраинах Русского государства и избегая крупных столкновений с русскими войсками, дошла до пригородов Москвы и подпалила их, после чего построенный главным образом из дерева город в значительной степени выгорел. Количество жертв и уведённых в плен, по оценкам различных историков, исчислялось многими тысячами. Однако предпринятый на следующий год поход 120-тысячного крымско-турецкого войска на Москву завершился неудачей. В битве при Молодях, проходившей с 29 июля по 2 августа 1572 года в 50 вёрстах южнее Москвы, оно было полностью разгромлено.
Смерть султана Селима II визирь держал в строжайшем секрете, как и кончину его предшественника, до тех пор пока старший сын Селима Мурад не прибыл в столицу из Манисы. При новом султане Соколлу Мехмед-паша всё так же оставался великим визирем, однако теперь окружение султана стало обладать всё большим политическим влиянием.
В 1579 году Мехмед-паша Соколлу погиб в результате покушения от руки неизвестного дервиша.

## Семья
- Жена: (c 1562 г) Эсмехан Султан, дочь Селима II и Нурбану; внучка Сулеймана и Роксоланы.
  - Ибрагим-паша (1565—1622), или Ибрагим-хан[10][11]; от него прослеживается потомство, называемое Ибрагимханзаделер (Ибрагим хан-заделер); в 1703 году они рассматривались как возможные претенденты на престол во время восстания против Мустафы II[12][13][14].
  - Хасан-паша (ум. 20.4.1602), бейлербей Диярбакыра, Эрзурума, Белграда, Румелии. Погиб сердаром в Токате[15][10][12]. Оставил потомков[11].
  - Дочь, муж: Джафер-паша (1523[12] — 21.01.1587[16]), визирь[10].

Кроме того, Сюрейя указывает ещё одного зятя: племянника Соколлу, Мустафу-пашу, бывшего губернатором Буды. Был ли это второй муж той же дочери или же муж ещё одной дочери, он не поясняет.
- До женитьбы на Эсмехан-султан было две жены, известен сын
  - Курд-бей (ум. до 11.10.1579)[11].

Родственники:
- Лала Мустафа-паша
- Макарий Соколович
- Двоюродный племянник: Ибрагим Печеви (мать Печеви- из рода Соколовичей)
- Гази Ферхад-паша Соколович[англ.]
- Соколлузаде Лала Мехмед-паша

## Киновоплощения
- В сериале «Великолепный век» роль Соколлу Мехмеда-паши исполнил известный актёр Йылдырым Фикрет Ураг.